# Tarık Akan

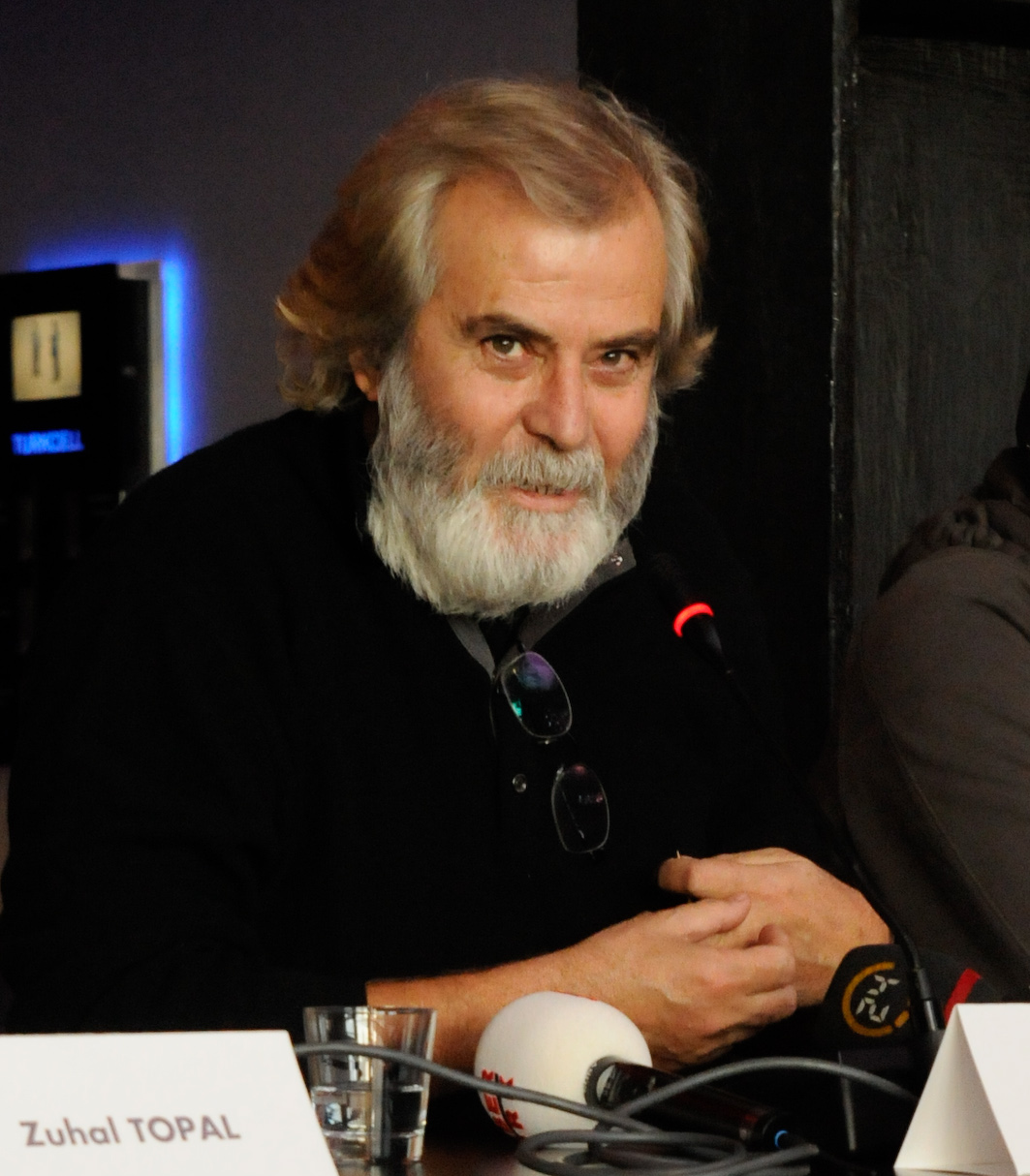
Tarık Akan (2008)

Tarık Akan (* 13. Dezember 1949 in Istanbul; † 16. September 2016 ebenda; bürgerlich Tarık Tahsin Üregül) war ein türkischer Schauspieler und Autor.

## Leben
Tarık Üregül war das jüngste von drei Geschwistern. Sein Vater war Offizier, daher zog die Familie in seiner Jugend häufig innerhalb der Türkei um. Die Grundschule begann er in Dumlupınar und beendete sie in Kayseri. Nachdem der Vater pensioniert wurde, ließ sich die Familie in Istanbul nieder. Akan studierte Maschinenbau an der Technischen Universität Yıldız. Anschließend studierte er Journalismus.
Üregül strebte nach einer Karriere als Schauspieler und debütierte 1971 in dem Film Solan Bir Yaprak Gibi. Bis etwa 1975 spielte er in zahlreichen Komödien und kommerziellen Filmen mit. Später wandte er sich politischen Werken zu und spielte u. a. in Yol – Der Weg und Sürü – Die Herde.
Seinen Militärdienst leistete er 1979 in Denizli. Nach dem Militärputsch von 1980 wurde er wegen einer Rede, die er am 23. Mai 1981 in Frankfurt gehalten hatte, nach Art. 140 des tStGB vor Gericht gestellt. Der Militärstaatsanwalt forderte 6 Jahre und 8 Monate Haft. Hinzu kam noch ein Verfahren um einen Friedensverein. Hier lautete die Forderung 12 Jahre Haft. Akan wurde zu 2,5 Monaten Zellenhaft verurteilt.
1986 heiratete er, aus der Ehe gingen drei Kinder hervor. 1989 trennte sich das Paar.
2002 schrieb Tarık Akan ein Buch mit dem Titel Anne kafamda bit var. Darin erzählt er über die Zeit nach dem Militärputsch. Er starb am 16. September 2016 an Lungenkrebs.

## Filmografie (Auswahl)
- 1972: Beyoglu Güzeli
- 1972: Tatli Dillim
- 1973: Oh Olsun
- 1973: Canim Kardesim
- 1973: Yalanci Yarim
- 1974: Die chaotische Klasse (Hababam Sınıfı)
- 1975: Mavi Boncuk
- 1977: 3 Teufelskerle lachen alles nieder (Babanın evlatları)
- 1978: Sürü – Die Herde (Sürü)
- 1982: Yol – Der Weg (Yol)
- 1990: Die zweite Frau (Berdel)
- 1991: Sîyabend û Xecê[2]
- 2003: Vizontele Tuuba
- 2009: Deli Deli Olma